# Tropique du Cancer
Pour les articles homonymes, voir Tropique du Cancer (homonymie).

Le tropique du Cancer est la ligne rouge.

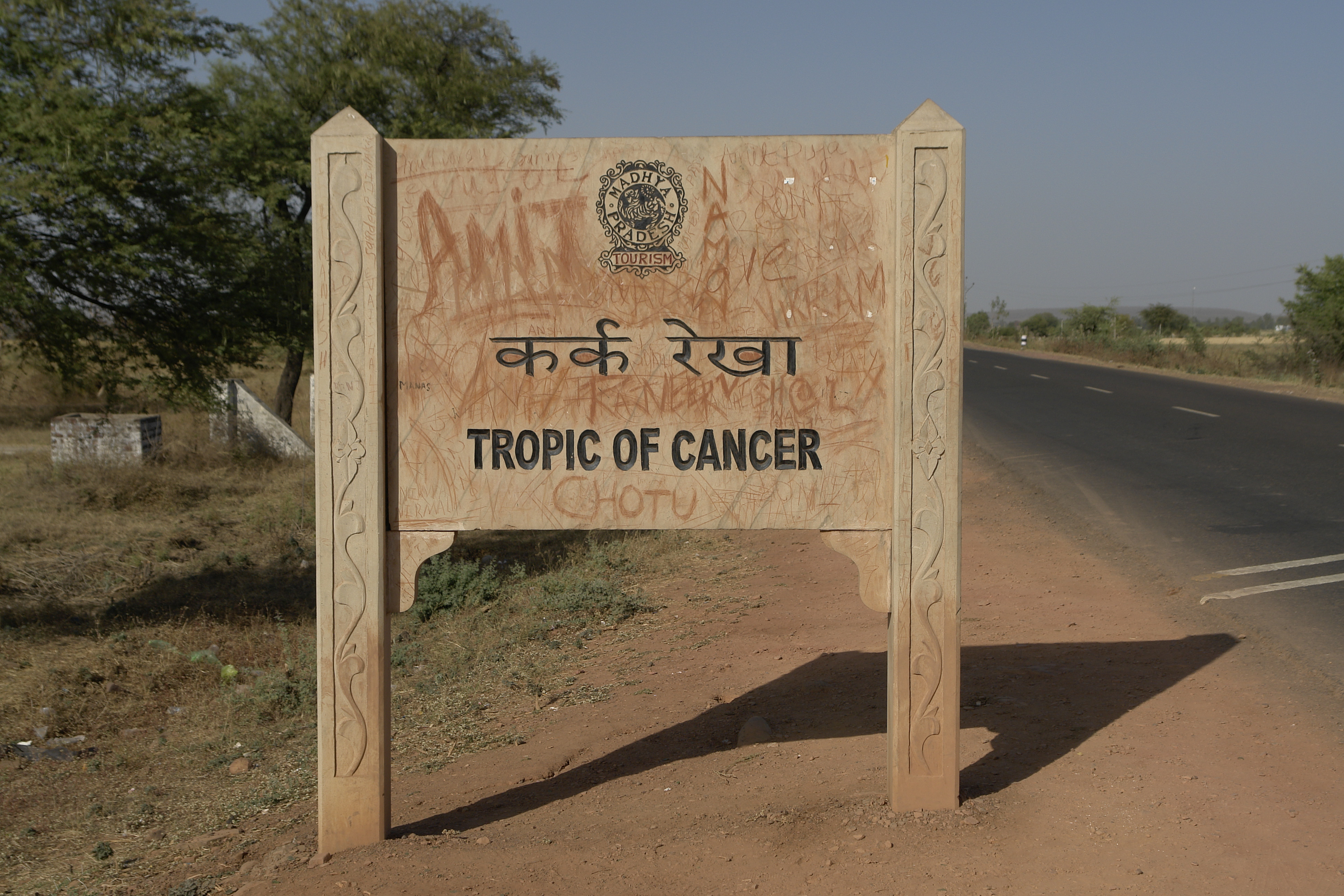
Panneau annonçant le tropique du Cancer, près de Bhopal, Inde.

Le tropique du Cancer (ou tropique du Nord) est l'un des deux tropiques et l'un des cinq parallèles principaux indiqués sur les cartes terrestres, qui délimite la zone tropicale ou la zone intertropicale de l'hémisphère nord jusqu'à l'équateur terrestre. Il s'agit de la latitude la plus septentrionale sur laquelle il est possible de voir le Soleil directement au zénith, lors du solstice de juin. Sa latitude est presque fixe, se déplaçant actuellement, en moyenne, d'environ 14,43 m par an vers le sud.
Selon la formule de Laskar (1986) pour le long terme, il s'agit, au 1er janvier 2025, du parallèle de 23° 26′ 18,249″ de latitude nord ou 23,4384024785°(en tenant compte de la nutation) et  23° 26′ 09,745″ ou 23,4360403823° (sans tenir compte de la nutation). Selon le modèle P03 (2003) recommandé depuis 2006 par l'Union Académique Internationale et l'Institut de mécanique céleste et de calcul des éphémérides, les latitudes correspondantes s'élevaient respectivement au 1er janvier 2025 à 23° 26' 18,200" (valeur de l'obliquité vraie, nutation comprise) ou 23,43838888° et à 23° 26' 09,696" (valeur de l'obliquité moyenne, donc sans la nutation) ou 23,43602666°.

## Dénomination
Le tropique du Cancer porte ce nom car, au cours des derniers siècles avant notre ère, le Soleil était dans la constellation du Cancer, en latin pour crabe (d'où l'expression « grignoté  par le crabe »)[réf. nécessaire], lors du solstice de juin. Chaque année, c'est le moment où le Soleil atteint son zénith pour cette latitude.
En raison de la précession des équinoxes, le Soleil se situe désormais dans la constellation du Taureau ou plus rarement dans la constellation des Gémeaux lors du solstice d'été. Le mot « tropique » vient du grec τροπή / tropế, « tour, changement de direction d’un astre, solstice », faisant référence au fait que le Soleil semble « repartir » aux solstices.

## Géographie
La position du tropique du Cancer n'est pas fixe, mais varie d'une manière complexe au fil du temps. Actuellement, il dérive progressivement vers le sud d'approximativement une demi-seconde d'arc (0,469″) de latitude, soit 14,43 mètres par an (il était exactement à 23° 27′ le 22  août 1917 et sera à 23° 26' le 27 octobre 2045).
Au nord du tropique se trouvent les régions subtropicales et la zone tempérée nord. La ligne de latitude équivalente au sud de l'équateur s'appelle le tropique du Capricorne, et la région située entre les deux, centrée sur l'équateur, correspond â la zone intertropicale ou plus communément appelée les tropiques.
Il y a environ 13 heures 35 minutes de lumière du jour pendant le solstice d'été, et 10 heures et 41 minutes pendant le solstice d’hiver.

## Régions traversées
Le tropique du Cancer se situe principalement (pour 63% de sa longueur) sur des océans. Néanmoins, le nombre de terres émergées traversées par le tropique du Cancer est plus important que pour le tropique du Capricorne et la distance maritime traversée est donc moindre.
À la latitude du tropique du Cancer, un degré de longitude correspond à 102,188 km. Le tropique mesure donc environ 36 788 km au total.
Au total, le tropique traverse dix-huit pays (dont deux qui ne sont pas internationalement reconnus).
Le tableau suivant récapitule les régions traversées. Les coordonnées sont celles du début de chaque segment ; la latitude du tropique est approchée à 23° 26' 18" N (en tenant compte de la nutation).
| Continent / Plan d'eau     | Pays / Région            | Commentaires | Coordonnées                   | Longueur (km) |
| -------------------------- | ------------------------ | --- | ----------------------------- | ------------- |
| Afrique                    | Sahara occidental        | La République arabe sahraouie démocratique dispute au Maroc la souveraineté du Sahara occidental. Le Maroc contrôle et administre 80% du territoire, mais sa souveraineté n'est généralement pas reconnue au niveau international.               | 23° 26′ 18″ N, 15° 58′ 23″ O  | 399           |
| Afrique                    | Mauritanie               | Régions de Tiris Zemmour de l'Adrar. | 23° 26′ 18″ N, 12° 04′ 13″ O  | 581           |
| Afrique                    | Mali                     | Région de Taoudénit | 23° 26′ 18″ N, 6° 23′ 19″ O   | 406           |
| Afrique                    | Algérie                  | Wilayas de Bordj Badji Mokhtar, Tamanrasset et de Djanet. | 23° 26′ 18″ N, 2° 25′ 02″ O   | 1 461         |
| Afrique                    | Niger                    | Région d'Agadez | 23° 26′ 18″ N, 11° 53′ 27″ E  | 43            |
| Afrique                    | Libye                    | Districts de Mourzouq et Al-Koufrah. Le point le plus au nord de la frontière entre la Libye et le Tchad est donné par l'intersection du tropique du Cancer avec le 16e méridien est. Le Tchad est ainsi situé intégralement au sud du tropique. | 23° 26′ 18″ N, 12° 18′ 43″ E  | 1 298         |
| Afrique                    | Égypte                   | Gouvernorats de la Nouvelle-Vallée, d'Assouan et de la Mer-Rouge. Au niveau du tropique, la frontière entre l'Égypte et la Libye est précisément définie par le 25e méridien est. Le tropique traverse le lac Nasser.                            | 23° 26′ 18″ N, 25° 00′ 00″ E  | 1 075         |
| Mer Rouge                  | Mer Rouge                | | 23° 26′ 18″ N, 35° 31′ 19″ E  | 320           |
| Asie (Arabie)              | Arabie saoudite          | Provinces de Médine, La Mecque, Riyad et Ach-Charqiya. | 23° 26′ 18″ N, 38° 39′ 07″ E  | 1 381         |
| Asie (Arabie)              | Émirats arabes unis      | Émirat d'Abou Dhabi. | 23° 26′ 18″ N, 52° 10′ 11″ E  | 334           |
| Asie (Arabie)              | Oman                     | Gouvernorats d'Al Buraymi, Ad Dhahirah, Al-Batina du Sud, Ad-Dākhilīyah et Mascate. | 23° 26′ 18″ N, 55° 26′ 34″ E  | 341           |
| Océan Indien               | Océan Indien             | Mer d'Oman | 23° 26′ 18″ N, 58° 46′ 56″ E  | 984           |
| Asie                       | Inde                     | États de Gujarat, Rajasthan, Madhya Pradesh, Chhattisgarh, Jharkhand et Bengale-Occidental | 23° 26′ 18″ N, 68° 24′ 26″ E  | 2 080         |
| Asie                       | Bangladesh               | Districts de Khulnâ, Dacca, et Chittagong (district) | 23° 26′ 18″ N, 88° 45′ 44″ E  | 256           |
| Asie                       | Inde                     | État de Tripura | 23° 26′ 18″ N, 91° 15′ 48″ E  | 69            |
| Asie                       | Bangladesh               | District de Chittagong (district) | 23° 26′ 18″ N, 91° 56′ 35″ E  | 40            |
| Asie                       | Inde                     | État de Mizoram | 23° 26′ 18″ N, 92° 19′ 57″ E  | 108           |
| Asie                       | Birmanie                 | État Chin, région de Sagaing, région de Mandalay, État shan | 23° 26′ 18″ N, 93° 23′ 25″ E  | 564           |
| Asie                       | Chine                    | Provinces de Yunnan, Guangxi et Guangdong. Le tropique passe à environ 7 km au nord de la frontière avec le Viêt Nam. | 23° 26′ 18″ N, 98° 54′ 28″ E  | 1 863         |
| Mer de Chine méridionale   | Mer de Chine méridionale | Détroit de Taïwan | 23° 26′ 18″ N, 117° 08′ 05″ E | 319           |
| Asie (Taïwan)              | Taïwan                   | Comtés de Chiayi, Kaohsiung, Nantou et Hualien. | 23° 26′ 18″ N, 120° 08′ 50″ E | 137           |
| Mer des Philippines        | Mer des Philippines      | Le tropique passe au sud des îles japonaises Yaeyama (îles Sakishima, archipel Nansei) puis au sud des îles Anejima et Imotojima dans l'archipel Ogasawara.                                                                                      | 23° 26′ 18″ N, 121° 29′ 30″ E | 2 091         |
| Océan Pacifique            | Océan Pacifique          | Le tropique traverse l'intégralité de l'océan Pacifique sans toucher aucune terre émergée. Au niveau de l'État d'Hawaï, il passe au sud de l'île Necker                                                                                          | 23° 26′ 18″ N, 141° 56′ 59″ E | 11 017        |
| Amérique du Nord           | Mexique                  | État de Basse-Californie du Sud | 23° 26′ 18″ N, 110° 14′ 22″ O | 83            |
| Golfe de Californie        | Golfe de Californie      | | 23° 26′ 18″ N, 109° 25′ 36″ O | 291           |
| Amérique du Nord           | Mexique                  | État de Sinaloa, Durango, Zacatecas, San Luis Potosí, Nuevo León, et Tamaulipas | 23° 26′ 18″ N, 106° 34′ 34″ O | 900           |
| Golfe du Mexique           | Golfe du Mexique         | Le tropique passe au nord de l'île de Cuba | 23° 26′ 18″ N, 97° 45′ 53″ O  | 1 509         |
| Océan Atlantique           | Océan Atlantique         | Le tropique traverse le détroit de Floride et le canal Saint-Nicolas (en), et passe au sud de Cay Sal Bank (Bahamas). | 23° 26′ 18″ N, 83° 00′ 00″ O  | 713           |
| Amérique du Nord (Bahamas) | Bahamas                  | Îles Exumas et Long Island | 23° 26′ 18″ N, 76° 01′ 14″ O  | 86            |
| Océan Atlantique           | Océan Atlantique         | | 23° 26′ 18″ N, 75° 10′ 31″ O  | 6 050         |